# Castillo de la Trinidad
El castillo de la Trinidad corona la punta que cierra la bahía interior del golfo de Rosas (provincia de Gerona, Cataluña, España). Situado en la punta de la Poncella, sobre el faro, a unos 60 metros sobre el nivel del mar. El topónimo proviene de una ermita construida en el año 1508, que fue destruida, junto con una torre de defensa que se alzaba en la zona, cuando se construyó el castillo.
El emperador Carlos I mandó construirlo con anterioridad a la construcción de la Ciudadela de Rosas. Las obras se iniciaron el 2 de enero de 1544 y se terminaron a mediados 1551. El autor del proyecto fue el capitán general de Artillería Luis Pizaño.
Es Bien de Interés Cultural desde 1988.

## Descripción
Es un castillo de reducida extensión y su planta es muy irregular, tiene la forma de una estrella de cinco puntas desiguales, con las aristas muy anguladas y un apéndice que cubría la puerta principal.
Era una construcción pensada para albergar una guarnición de unos 350 hombres. Disponía de dos cisternas y almacenes de reservas que podían contener lo necesario para largos periodos de tiempo.
La construcción era de muros robustos, de cinco metros de espesor, y un parapeto de dos metros de grosor. Su altura era de unos 18 a 20 metros. En la parte más alta del castillo había un espacio trapezoidal llamado caballero, capaz de contener unas seis piezas de artillería de calibre grueso. En el interior había bóvedas a prueba de bombas, destinadas al alojamiento del estado mayor. Al pie de este caballero había un frente de fortificación muy pequeño con su revellín delante. La parte del norte la cubría una de las casas del baluarte de San Francisco de Paula, y el flanco, que figuraba una terraza con un gran espacio intermedio, era ocupado por dos edificios: uno para provisión de pólvora y otro (de tres pisos) que servía de alojamiento y para almacenar víveres.
Había otro baluarte, llamado de Santa Tecla, al que seguía un muro de contención que cubría la parte de mediodía de dicho caballero. Ante este baluarte, más bajo que este había una contraguardia con un almacén y al mismo nivel que ésta se encontraba un pequeño baluarte llamado de Santa Bárbara.
En conjunto, el fuerte estaba dividido en tres pisos de plataformas, descubiertas hacia el mar, cubiertas de las alturas del Puig Rom, que le dominaban, por un muro muy grueso que servía de espigón en la más elevada; las otras, por la disposición en anfiteatro iban cubriendo cada una por la inmediata superior. Estas plataformas, orientadas hacia el mar, servían de asiento para los cañones; eran, pues, verdaderas baterías de costa. Los fosos estaban abiertos en la roca viva y la puerta de la banda de montaña estaba cubierta por una renta de mampostería, tres rastrillos y un cuerpo de guardia.

## Restauración

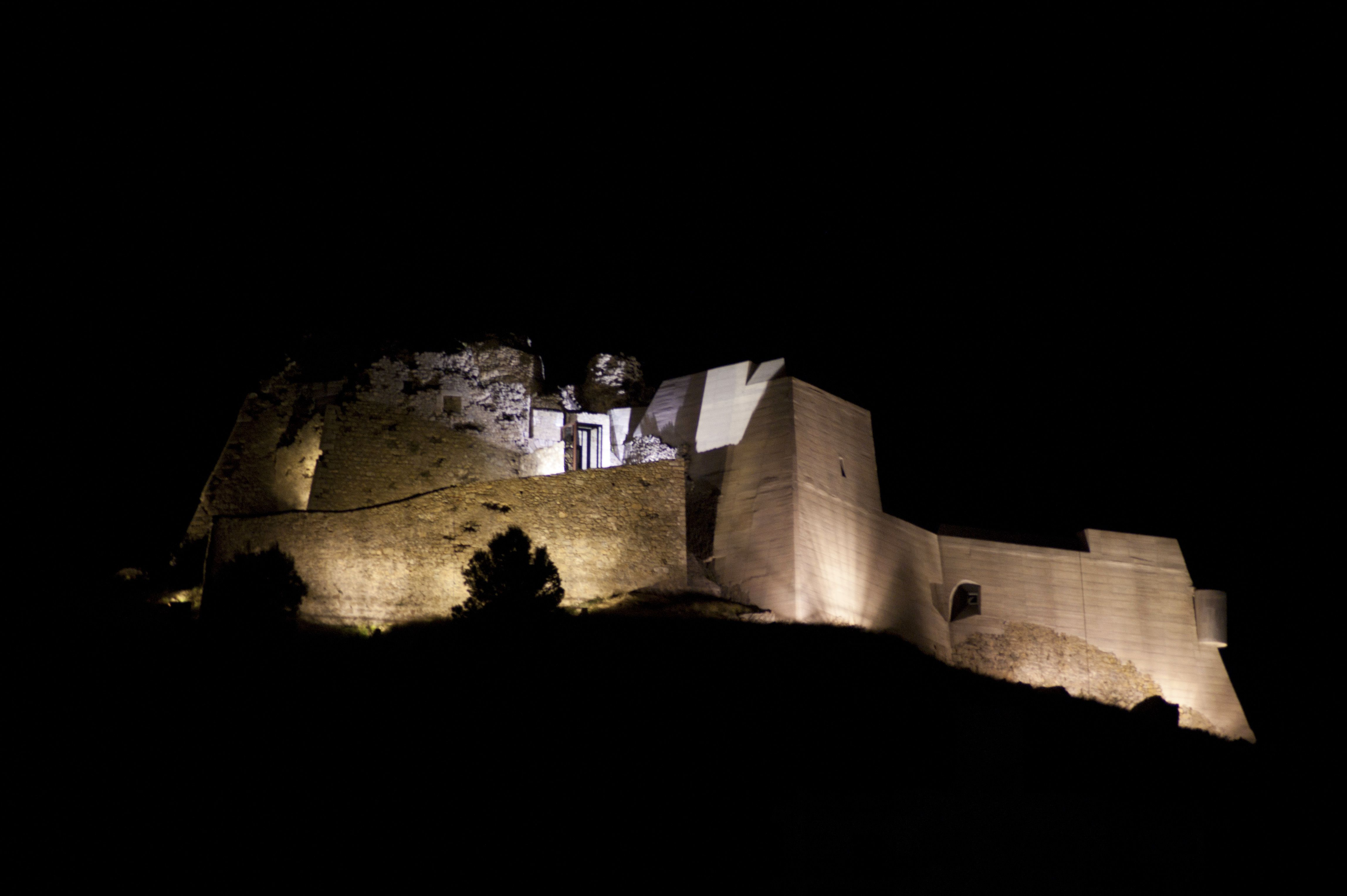
Vista nocturna

Estos últimos años el conjunto ha sido objeto de una reconstrucción total que ha destruido buena parte de los valores históricos y documentales del monumento. La actuación se ha hecho con la connivencia del consistorio de Rosas y siguiendo un proyecto del arquitecto de Olot Miguel Capdevila y Bassols. Concretamente, se ha procedido a extraer todo el derribo, que ha sido arrojado a un vertedero (contraviniendo la Ley del Patrimonio Histórico Español, que exige su utilización) y se ha construido un edificio de nueva planta, dado que no se ha respetado ni siquiera su fisonomía original (sólo se han rehecho dos de las tres plataformas originales y no se ha recuperado su compartimentación interior). Asimismo, la elección de materiales utilizados, en su mayoría cemento armado, casan poco con los restos conservados, de forma que le dan una estética más propia de un búnker que de un castillo renacentista.